# WTA Jūrmala
Das WTA Jūrmala (offiziell: Baltic Open) ist ein Tennisturnier der WTA Tour, das seit 2019 in Jūrmala ausgetragen wird. Es ersetzt das Turnier in Moskau.

## Endspiele

### Einzel
| Jahr                         | Siegerin             | Finalgegnerin  | Ergebnis      |
| ---------------------------- | -------------------- | -------------- | ------------- |
| ↓ Kategorie: International ↓ |                      |                |               |
| 2019                         | Anastasija Sevastova | Katarzyna Kawa | 3:6, 7:5, 6:4 |

### Doppel
| Jahr                         | Siegerinnen                    | Finalgegnerinnen                    | Ergebnis          |
| ---------------------------- | ------------------------------ | ----------------------------------- | ----------------- |
| ↓ Kategorie: International ↓ |                                |                                     |                   |
| 2019                         | Sharon Fichman Nina Stojanović | Jeļena Ostapenko Galina Woskobojewa | 2:6, 7:61, [10:6] |